# Popiołówka
Popiołówka – wieś w Polsce położona w województwie podlaskim, w powiecie sokólskim, w gminie Korycin.
Wieś królewska ekonomii grodzieńskiej położona była w końcu XVIII wieku  w powiecie grodzieńskim województwa trockiego. W latach 1975–1998 miejscowość administracyjnie należała do województwa białostockiego.
Wierni kościoła rzymskokatolickiego należą do parafii Znalezienia i Podwyższenia Krzyża Świętego w Korycinie.

## Transport
Przez miejscowość przechodzą drogi.
- droga międzynarodowa E67 Helsinki – Kowno – Warszawa – Praga,
- droga krajowa nr 8 Kudowa-Zdrój - Wrocław - Warszawa - Białystok - Suwałki - Budzisko